# CCD Cerceda
CCD Cerceda is een Spaanse voetbalclub uit Cerceda die uitkomt in de Tercera División. De club werd in 1968 opgericht en speelt haar thuiswedstrijden in Estadio O Roxo.